# Cantón Cayambe
Cantón Cayambe är en kanton i Ecuador.   Den ligger i provinsen Pichincha, i den centrala delen av landet, 60 km nordost om huvudstaden Quito.